# Heinrich Müller (Jurist)
Heinrich Josef Philipp Müller, Rufname Heinz, (* 7. Juni 1896 in Pasing; † 27. April 1945 in Potsdam) war ein deutscher Jurist, Verwaltungsbeamter, SS-Gruppenführer und Politiker (NSDAP). Er war Oberbürgermeister von Darmstadt, Präsident des Reichsrechnungshofs und hessischer Staatsminister. Er ist nicht zu verwechseln mit dem  Leiter der Geheimen Staatspolizei und SS-Gruppenführer Heinrich Müller.

## Leben
Heinrich Müller war der Sohn des Regierungsdirektors der Süddeutschen Eisenbahnverwaltung Friedrich Müller (1862–1934) und dessen Ehefrau Karolina (* 1862), geborene Nothelfer. Er war katholischer Konfession. Müller besuchte humanistische Gymnasien in Weiden (Oberpfalz), Regensburg und Würzburg. Nach Ausbruch des Ersten Weltkrieges trat er als Kriegsfreiwilliger ins deutsche Heer ein und erlitt im Januar 1915 eine schwere Kriegsverletzung. Anschließend absolvierte er ein Studium der Rechtswissenschaft und Volkswirtschaft an der Universität Würzburg und promovierte zum Dr. jur. et. rer pol. im Dezember 1920. Sein Rechtsreferendariat hatte er im Juli 1920 begonnen und trat als Assessor im November 1922 in die Reichsfinanzverwaltung ein. Am 30. Mai 1925 heiratete er in Dorlar Hedwig (1899–1945), geborene Marx. Das Paar hatte zwei Söhne und zwei Töchter.
Nach Kriegsende gehörte Müller ab 1919 dem Freikorps Würzburg an und nahm mit diesem an Kämpfen gegen die Räteherrschaft in München teil. Dem Deutschvölkischen Schutz- und Trutzbund trat er 1920 bei und wurde am 1. Februar 1921 erstmals Mitglied der NSDAP. Für die NSDAP trat er als Redner auf und kooperierte dabei eng mit dem Gauleiter für Unterfranken Otto Hellmuth.
Nach dem Verbot der NSDAP endete seine Mitgliedschaft. Nach Neugründung der NSDAP 1925 schloss er sich der Partei zum 1. November 1930 erneut an (Mitgliedsnummer 343.344). Kurz darauf wurde er Ortsgruppenleiter von Alsfeld, im Oktober 1931 Gaubeamtenabteilungsleiter und im Januar 1932 Kreisleiter in Alsfeld. Müller beriet den Hessischen Gauleiter Jakob Sprenger in Fragen des Beamtenrechts und machte sich damit in NS-Kreisen einen Namen. Ab 1931 gehörte Müller zudem der SA an.
Von 1931 bis 1933 gehörte Müller dem Landtag des Volksstaates Hessen an, ab 1933 war er dort Landtags-Präsident. Nach der „Machtergreifung“ der Nationalsozialisten wurde er im Zuge der Gleichschaltung am 6. März 1933 Reichskommissar für den Volksstaat Hessen. Ab dem 13. März 1933 war er Hessischer Staatsminister für Inneres, Justiz und Finanzen, bis er Mitte Mai 1933 das Amt des Oberbürgermeisters von Darmstadt übernahm. Ab Anfang Februar 1934 war Müller wieder in der Reichsfinanzverwaltung tätig und wurde Direktor des Landesfinanzamts Hessen und im folgenden Jahr Oberfinanzpräsident in Köln.
Am 20. April 1938 wechselte Müller von der SA zur Allgemeinen SS (SS-Nummer 290.936), in die er im SD-Hauptamt als SS-Standartenführer aufgenommen wurde. Bei der SS stieg er am 9. November 1943 bis zum SS-Gruppenführer auf. Des Weiteren gehörte er als Obmann dem Sachverständigenbeirat für Bevölkerungs- und Rassenpolitik beim Reichsministerium des Innern an und engagierte sich bei der Reichsleitung der NSDAP. Müller war Mitglied in der Akademie für Deutsches Recht und im Vorstand des Deutschen Gemeindetages. Er saß dem Aufsichtsrat der Deutschen Revisions- und Treuhand AG, Treuhandgesellschaft für kommunale Unternehmungen, in Berlin vor. Müller gab die Reihe Politische Biologie heraus.
Ab Mitte 1938 war Müller Präsident des Reichs-Rechnungshofs und der Preußischen Oberrechnungskammer in Potsdam. Nach Dommach/Franz versuchte Müller, „die staatsrechtliche Stellung der zentralen Finanzkontrolle im nationalsozialistischen Staat neu zu bestimmen und das Kontrollrecht auch gegenüber denjenigen Institutionen des Staates und der Partei zu behaupten, die den Rechnungshof als überflüssiges Relikt aus der Weimarer Zeit ansahen oder die ihren eigenen Kontrollapparat ausbauen und sich der Prüfung durch den Rechnungshof entziehen wollten. Müller beanspruchte für seine Behörde eine Teilhabe an der „Führergewalt“ und trat für einen Funktionswandel der Rechnungsprüfung ein: Der Rechnungshof sollte seine Kontrollfunktion in den klassischen Verwaltungen einschränken und seine Beratungstätigkeit für neue Verwaltungen verstärken. Nach Kriegsbeginn erlebte er durch die Ausdehnung der Kontrollbefugnisse auf die Verwaltungen in den besetzten Gebieten eine erhebliche Ausweitung der Prüfungstätigkeit.“
Im Zuge der Einnahme Potsdams durch die Rote Armee begingen Müller und seine Frau am 27. April 1945 Suizid und nahmen drei ihrer Kinder mit in den Tod.

## Schriften
- Beamtentum und Nationalsozialismus. Eher-Verlag, München 1931 (bis 1933 in 9 Auflagen erschienen).
- Ausführungs-Bestimmungen zum Beamten-Diensteinkommengesetz (B.D.E.G.) vom 17. Dez. 1920: Preuß. Besoldungsvorschriften (P.B.V.) vom 8. Juli 1921. Wirtschaftsverlag, Berlin 1921 (gemeinsam mit Emil Ebersbach).
- Preußische Beamten-Besoldungsordnung. Wirtschaftsverlag, Berlin 1920 (gemeinsam mit Emil Ebersbach).